# تخريب (ممتلكات)
تخريب الممتلكات أو الوندلة أو أعمال التخريب أو التخريب الهمجي (بالإنجليزية: Vandalism)‏ هي التصرف المقرون بالتخريب وتدمير الممتلكات العامة أو الخاصة. وهو غالبا ما يتم عبر التحطيم أو عبر الجرافيتي. أصل الكلمة بالإنجليزية آتية من شعب الوندال, (بالإنجليزية: Vandals)‏ الرومانيون الذي كانوا، ولحبهم لأي تمثال أو رمز مقدس لديهم، يقومون بتحطيم جزء منه، لذلك فإن بعض التماثيل الرومانية تنقصها يد أو جزء من الرأس أو غير ذلك. هذه الأعمال يعاقب عليهم قانون معظم دول العالم.

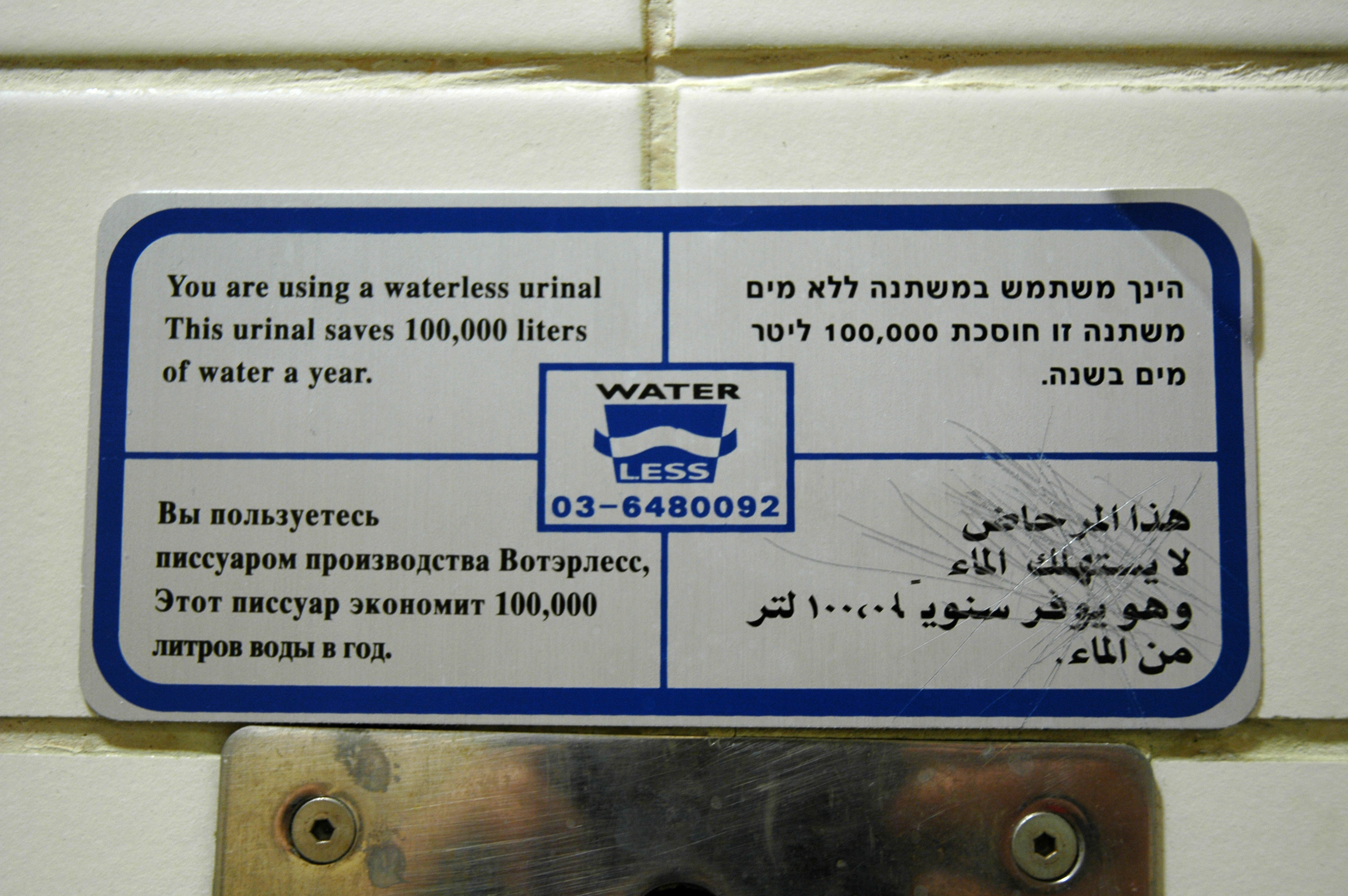
تشويه اللافتة باللغة العربية في مطار بن غوريون بإسرائيل ، أحد أنواع تخريب الممتلكات العامة

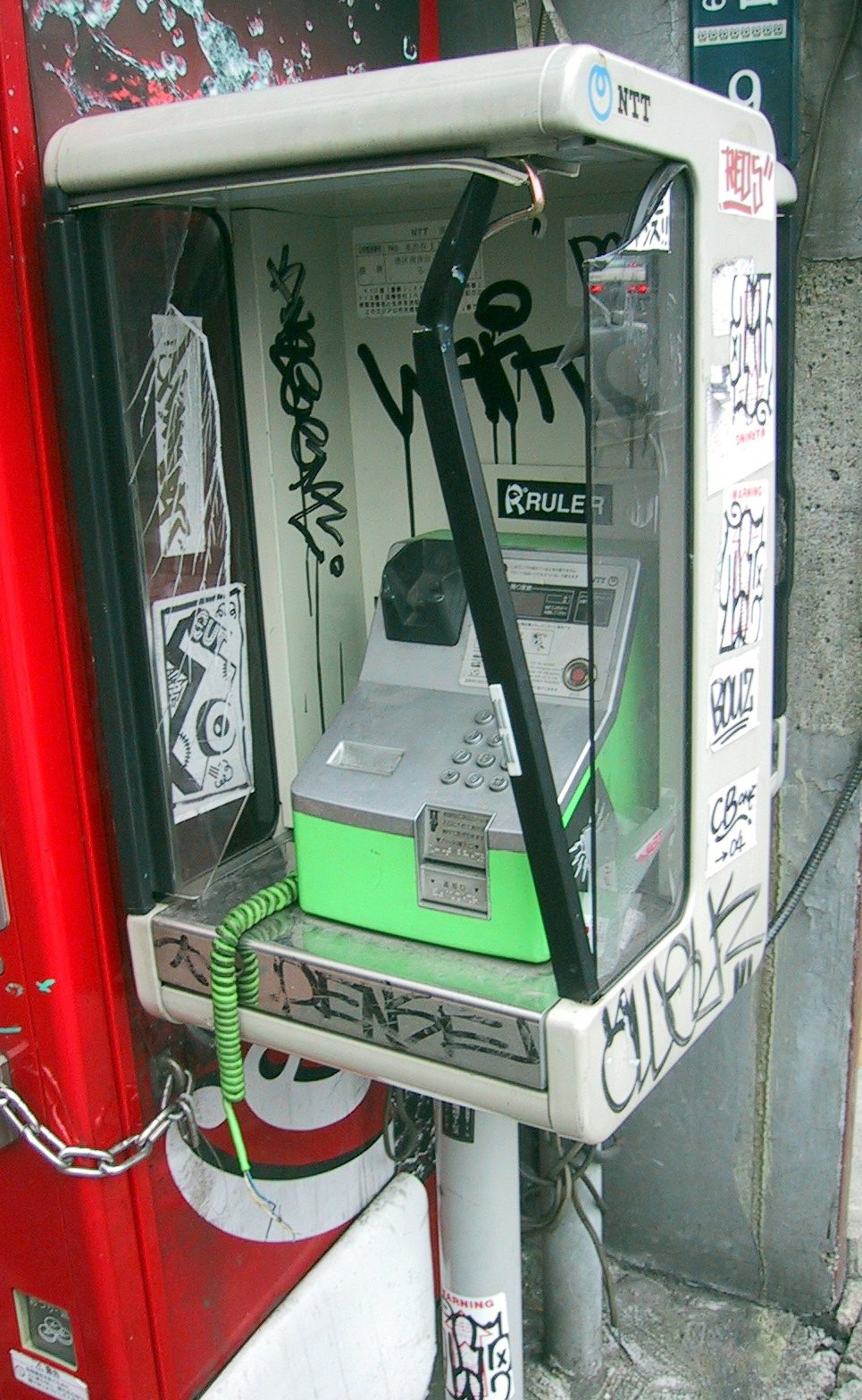
تخريب أحد الهواتف العمومية

## أسباب وأنواع التخريب
قد يكون للتخريب أسبابا كما قد يكون ناجما عن رغبة في تحطيم ممتلكات عامة، وهو عمل إجرامي يضر بالعامة والخاصة، فمثلا أغلب أنفاق المترو في فرنسا معرضة للجرافيتي وذلك لإظهار احتجاج المغتربين هناك من سوء معاملة بعض الفرنسيين لهم. وقد يكون التخريب ناجما عن غضب من شخص ما أو قرار حكومي ما أو طلب ما، فمثلا في بعض الأماكن التي يُطلب الناس فيها بعدم رمي الأزبال، فإنهم يقومون بذلك.
أحيانا يكون التخريب منظما بعصابات وأشخاص يلثمون أوجههم حتى لا تتعرف عليهم كاميرات المراقبة، وأحيانا أخرى ينجم ذلك عن شخص واحد. أما عن أسباب أعمال التخريب فإنها عديدة ونذكر منها:
- تخريب صورة معلقة في الشارع (صورة فنان، صورة مرشح في الانتخابات، صورة رمز من رموز الدولة، صورة إعلان...)
- تخريب الحائط:
  - الجرافيتي وهو الرسم أو الكتابة على الحائط بشكل غير قانوني. وهو الشكل الأكثر تداولا من أعمال التخريب
  - تدميره كليا أو جزئيا أو إحداث ثقوب به
  - كتابة كلام فاحش، أو سب وشتم.
  - شطب الكتابة القديمة وتعويضها بكتابة من أجل السخرية...
- تخريب ممتلكات عامة:
  - تخريب المراحيض بإزالة الصنابير أو تحطيم الأبواب أو كتابة كلام سيء.
  - تخريب المكتبات العامة وتخريب الكتب الموجودة فيها، وذلك بتمزيقها أو تعويض كلمات فيها أو الكتابة في أماكن الفراغ الموجودة في الكتب
  - تخريب أرضية الشارع من أجل عرقلة السير أو إحداث الشغب.

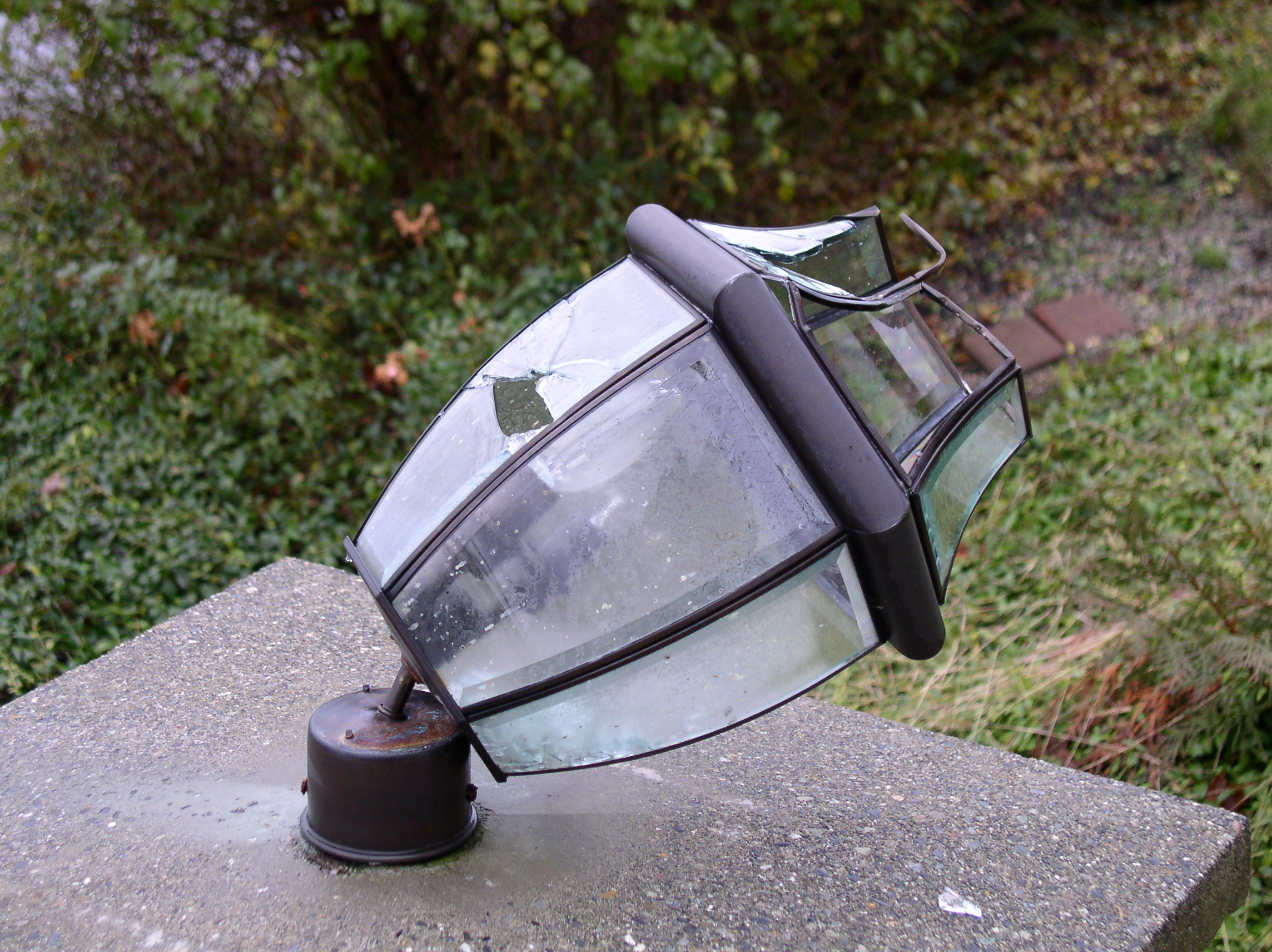
تخريب أحد مصابيح الأرض في أمريكا

- - تخريب قمامات الأزبال وهو تصرف بشع يساهم في نشر الأمراض خصوصا بين الأطفال.
  - تخريب القطارات
  - تخريب الهاتف العمومي (قطع سلك الاتصال، كتابة أرقام الهواتف)
- تخريب الممتلكات الخاصة:
  - تدمير منزل أو سيارة شخص ما

وغير ذلك الكثير، وبعض الدول تعاقب مرتكبيها بالسجن.

## عمليات التخريب على الإنترنت
الأنترنت هو مكان ملائم للمخربين، وهو يختلف تماماً عن التخريب على أرض الواقع. التخريب على الأنترنت ينقسم إلى عدة أقسام ومنها تخريب البرامج مفتوحة المصدر، إضافة فيروسات في صفحات الأنترنت، تدمير المواقع الخاصة ببعض الأحزاب السياسية، بعض المغنيين، شخصيات عامة أو مواقع كبرى (كمواقع البنوك وشركات الحواسيب وغيرها).
ومن أشهر المخربين نجد الهاكرز الإجراميين، وهم قراصنة حاسوب يعتبرون أنفسهم نخبة قادرة على اختراق أجهزة الآخرين أو أجهزة الشركات.

### التخريب في ويكيبيديا
تتعرض موسوعة ويكيبيديا (بما فيها ويكيبيديا العربية)، إلى عدة محاولات تخريب من طرف أشخاص مجهولين، يحاولون تحريف المعارف والمعلومات الموجودة بها، وأحيانًا يحاولون إفراغها من محتواها. ورغم أن ويكيبيديا هي موسوعة مجانية لا تهدف إلى الربح، إلا أن أشخاصًا يقفون ضدها وضد تطورها. وقد حدثت عدة اختراقات فعلية لخوادم الشبكة في أوقاتٍ سابقة.
وأدى تعرض ويكيبيديا لمحاولات تفريغ المحتوى، إلى قيامها بتسجيل لكل تغيير فيها حتى يتمكن القائمون عليها من استرجاع محتوياتها السابقة، كما دفع ذلك بويكيبيديا إلى تسجيل عناوين المحررين والذين يقومون بتغيير محتواها، حتى يتمكنوا لاحقًا من التعرف عليه، وربما منعه من دخول ويكيبيديا إذا كان هدفه تخريب الموسوعة.